# Dennis Siver
Dennis D. Siver (13 de enero de 1979) es un artista marcial mixto alemán de origen ruso que actualmente compite en la categoría de peso pluma en Ultimate Fighting Championship.

## Carrera de artes marciales mixtas
Dennis Siver nació en Omsk, Unión Soviética, en una familia de ciudadanos soviéticos de origen alemán, y se trasladó a Alemania a la edad de 17 años. Él comenzó a entrenar artes marciales en 1994, cuando empezó a entrenar sambo, judo, kickboxing y taekwondo. En 1997, se convirtió en campeón alemán amateur de kickboxing WAKO.
Su carrera de artes marciales mixtas comenzó en pequeños shows locales en Rusia e Inglaterra, entre otros países europeos. Peleó con más frecuencia para Cage Warriors en Inglaterra, compilando un récord de 3 victorias y 1 derrota.

### Ultimate Fighting Championship
Siver debutó en la UFC en el año 2007, obteniendo un récord de 1 victoria y 3 derrotas.

### Retorno a UFC
Siver se enfrentó a Nate Mohr en UFC 93. En la tercera ronda, Siver pudo conectar una patada giratoria para derrotarlo por nocaut técnico. La victoria también le premió con el KO de la Noche.
Siver se enfrentó a Dale Hartt en UFC 99 (el primer evento de UFC que tuvo lugar en el país natal de Siver, Alemania). Siver ganó la pelea por sumisión (rear naked choke) a los 3 minutos de la primera ronda.
Su siguiente pelea fue contra Paul Kelly en UFC 105. Siver derrotó a Kelly por nocaut técnico. Una vez más, su actuación le valió para ganar el premio al KO de la Noche.
Siver se enfrentó a Ross Pearson el 31 de marzo de 2010 en UFC Fight Night 21. Siver perdió la pelea por decisión unánime (30-27, 30-27, 30-27). Sin embargo, la pelea obtuvo el premio a la Pelea de la Noche.
El 19 de junio de 2010, Siver se enfrentó a Spencer Fisher en The Ultimate Fighter 11 Finale. Siver ganó la pelea por decisión unánime a pesar de sufrir un corte de un cabezazo accidental en la primera ronda.
Siver derrotó a Andre Winner en UFC 122 a través de una estrangulamiento por la espalda después de derribarlo con un puñetazo. Siver obtuvo el premio a la Sumisión de la Noche.
El 27 de febrero de 2011, Siver se enfrentó a George Sotiropoulos en UFC 127. Siver ganó la pelea por decisión unánime, entregándole a Sotiropoulos su primera derrota en el UFC.
El 2 de julio de 2011, Siver se enfrentó a Matt Wiman en UFC 132. Siver ganó la pelea por decisión unánime.
Siver se enfrentó a Donald Cerrone el 29 de octubre de 2011 en UFC 137. Siver perdió por sumisión en la primera ronda.

#### Baja al peso pluma
Siver decidió bajar al peso pluma en UFC on Fuel TV 2 donde se enfrentó a Diego Nunes. Siver ganó la pelea por decisión unánime.
El 8 de diciembre de 2012 en UFC on Fox 5 se enfrentó a Nam Phan. Siver ganó la pelea por decisión unánime.
Siver se enfrentó a Cub Swanson el 6 de julio de 2013 en UFC 162. Después de un intercambio de golpes en las dos primeras rondas, Swanson derrotó a Siver por nocaut técnico en la tercera ronda. La actuación de ambos peleadores les valió para obtener el premio a la Pelea de la Noche.
Siver se enfrentó a Manny Gamburyan el 28 de diciembre de 2013 en UFC 168. Siver ganó la pelea por decisión unánime. Posteriormente, Siver falló un examen de drogas posterior a la pelea en el que dio positivo por sustancias prohibidas. Como resultado, la decisión fue cambiado a un "Sin resultado".
El 4 de octubre de 2014, Siver se enfrentó a Charles Rosa en UFC Fight Night 53. Siver ganó la pelea por decisión unánime. Tras el evento, ambos peleadores ganaron el premio a la Pelea de la Noche.
El 18 de enero de 2015, Siver se enfrentó a Conor McGregor en UFC Fight Night 59. Siver perdió la pelea por nocaut técnico en la segunda ronda.
Siver se enfrentó a Tatsuya Kawajiri el 19 de junio de 2015 en UFC Fight Night 69. Siver perdió la pelea por decisión unánime.
Se esperaba que Siver se enfrentara al veterano B.J. Penn el 4 de junio de 2016 en UFC 199. Sin embargo, Siver se vio obligado a abandonar la pelea a principios de mayo con una lesión no revelada. La pelea con Penn fue reprogramada y, finalmente, tuvo lugar el 25 de junio de 2017 en UFC Fight Night 112. Siver ganó la pelea por decisión mayoritaria.

### Absolute Championship Berkut
Silver optó por no volver a firmar con el UFC en noviembre de 2017, marchándose a la ACB.
Silver estaba listo para hacer su debut en ACB el 25 de noviembre de 2017 en ACB 75 contra Martin van Staden, pero se retiró debido a una lesión en el hombro.

## Campeonatos y logros
| - Ultimate Fighting Championship - Pelea de la Noche (Cuatro veces) - KO de la Noche (Dos veces) - Sumisión de la Noche (Una vez) | - Asociación Mundial de Organizaciones de Kickboxing - Campeonato Alemán Amateur WAKO (1997) |

## Récord en artes marciales mixtas
| Resultado     | Récord    | Oponente             | Método                         | Evento                                 | Fecha                    | Ronda | Tiempo | Localización                  | Notas                                                                                            |
| ------------- | --------- | -------------------- | ------------------------------ | -------------------------------------- | ------------------------ | ----- | ------ | ----------------------------- | ------------------------------------------------------------------------------------------------ |
| Victoria      | 23–11 (1) | B.J. Penn            | Decisión (mayoritaria)         | UFC Fight Night: Chiesa vs. Lee        | 25 de junio de 2017      | 3     | 5:00   | Oklahoma City, Oklahoma       |                                                                                                  |
| Derrota       | 22–11 (1) | Tatsuya Kawajiri     | Decisión (unánime)             | UFC Fight Night: Jędrzejczyk vs. Penne | 20 de junio de 2015      | 3     | 5:00   | Berlín                        |                                                                                                  |
| Derrota       | 22–10 (1) | Conor McGregor       | TKO (golpes)                   | UFC Fight Night: McGregor vs. Siver    | 18 de enero de 2015      | 2     | 1:54   | Boston, Massachusetts         |                                                                                                  |
| Victoria      | 22–9 (1)  | Charles Rosa         | Decisión (unánime)             | UFC Fight Night: Nelson vs. Story      | 4 de octubre de 2014     | 3     | 5:00   | Estocolmo                     | Pelea de la Noche.                                                                               |
| Sin resultado | 21–9 (1)  | Manny Gamburyan      | Sin resultado                  | UFC 168                                | 28 de diciembre de 2013  | 3     | 5:00   | Las Vegas, Nevada             | Originalmente victoria por decisión unánime; resultado cambiado después de dar positivo por hCG. |
| Derrota       | 21–9      | Cub Swanson          | TKO (golpes)                   | UFC 162                                | 6 de julio de 2013       | 3     | 2:24   | Las Vegas, Nevada             | Pelea de la Noche.                                                                               |
| Victoria      | 21–8      | Nam Phan             | Decisión (unánime)             | UFC on Fox: Henderson vs. Diaz         | 8 de diciembre de 2012   | 3     | 5:00   | Seattle, Washington           |                                                                                                  |
| Victoria      | 20–8      | Diego Nunes          | Decisión (unánime)             | UFC on Fuel TV: Gustafsson vs. Silva   | 14 de abril de 2012      | 3     | 5:00   | Estocolmo                     | Debut en peso pluma.                                                                             |
| Derrota       | 19–8      | Donald Cerrone       | Sumisión (rear-naked choke)    | UFC 137                                | 29 de octubre de 2011    | 1     | 2:22   | Las Vegas, Nevada             |                                                                                                  |
| Victoria      | 19–7      | Matt Wiman           | Decisión (unánime)             | UFC 132                                | 2 de julio de 2011       | 3     | 5:00   | Las Vegas, Nevada             |                                                                                                  |
| Victoria      | 18–7      | George Sotiropoulos  | Decisión (unánime)             | UFC 127                                | 27 de febrero de 2011    | 3     | 5:00   | Sídney                        |                                                                                                  |
| Victoria      | 17–7      | Andre Winner         | Sumisión (rear-naked choke)    | UFC 122                                | 13 de noviembre de 2010  | 1     | 3:37   | Oberhausen                    | Sumisión de la Noche.                                                                            |
| Victoria      | 16–7      | Spencer Fisher       | Decisión (unánime)             | The Ultimate Fighter 11 Finale         | 19 de junio de 2010      | 3     | 5:00   | Las Vegas, Nevada             |                                                                                                  |
| Derrota       | 15–7      | Ross Pearson         | Decisión (unánime)             | UFC Fight Night: Florian vs. Gomi      | 31 de marzo de 2010      | 3     | 5:00   | Charlotte, Carolina del Norte | Pelea de la Noche.                                                                               |
| Victoria      | 15–6      | Paul Kelly           | TKO (patada con giro y golpes) | UFC 105                                | 14 de noviembre de 2009  | 2     | 2:53   | Mánchester                    | KO de la Noche.                                                                                  |
| Victoria      | 14–6      | Dale Hartt           | Sumisión (rear-naked choke)    | UFC 99                                 | 13 de junio de 2009      | 1     | 3:23   | Colonia                       |                                                                                                  |
| Victoria      | 13–6      | Nate Mohr            | TKO (patada con giro y golpes) | UFC 93                                 | 17 de enero de 2009      | 3     | 3:27   | Dublín                        | KO de la Noche.                                                                                  |
| Victoria      | 12–6      | Chas Jacquier        | Sumisión (guillotine choke)    | TFS: Mix Fight Gala VII                | 25 de octubre de 2008    | 1     | 4:21   | Darmstadt                     |                                                                                                  |
| Derrota       | 11–6      | Melvin Guillard      | TKO (golpes)                   | UFC 86                                 | 5 de julio de 2008       | 1     | 0:36   | Las Vegas, Nevada             |                                                                                                  |
| Derrota       | 11–5      | Gray Maynard         | Decisión (unánime)             | UFC Fight Night: Swick vs. Burkman     | 23 de enero de 2008      | 3     | 5:00   | Las Vegas, Nevada             | Pelea de la Noche.                                                                               |
| Victoria      | 11–4      | Naoyuki Kotani       | KO (golpe)                     | UFC 75                                 | 8 de septiembre de 2007  | 2     | 2:04   | Londres                       | Debut en peso ligero.                                                                            |
| Derrota       | 10–4      | Jess Liaudin         | Sumisión (armbar)              | UFC 70                                 | 21 de abril de 2007      | 1     | 1:21   | Mánchester                    |                                                                                                  |
| Victoria      | 10–3      | Jim Wallhead         | Sumisión (armbar)              | CWFC: Enter The Rough House            | 9 de diciembre de 2006   | 2     | 3:31   | Nottingham                    |                                                                                                  |
| Victoria      | 9–3       | Said Khalilov        | Decisión (dividida)            | WFC 2: Evolution                       | 30 de septiembre de 2006 | 3     | 5:00   | Koper                         |                                                                                                  |
| Victoria      | 8–3       | Paul Jenkins         | Sumisión (heel hook)           | WFC: Europe vs. Brazil                 | 20 de mayo de 2006       | 2     | 3:42   | Koper                         |                                                                                                  |
| Derrota       | 7–3       | Daniel Weichel       | Sumisión (rear-naked choke)    | TFS: Mix Fight Gala III                | 6 de mayo de 2006        | 1     |        | Darmstadt                     |                                                                                                  |
| Derrota       | 7–2       | Arni Isaksson        | Sumisión (armbar)              | CWFC: Enter the Wolfslair              | 5 de marzo de 2006       | 2     | 4:23   | Liverpool                     |                                                                                                  |
| Victoria      | 7–1       | Adrian Degorski      | Sumisión (armbar)              | CWFC: Enter the Wolfslair              | 5 de marzo de 2006       | 2     | 1:59   | Liverpool                     |                                                                                                  |
| Victoria      | 6–1       | Jonas Ericsson       | TKO (golpes)                   | CWFC: Enter the Wolfslair              | 5 de marzo de 2006       | 1     | 0:35   | Liverpool                     |                                                                                                  |
| Derrota       | 5–1       | Fabricio Nascimento  | Sumisión (kimura)              | EVT 5: Phoenix                         | 8 de octubre de 2005     | 1     | 0:47   | Suecia                        |                                                                                                  |
| Victoria      | 5–0       | Maciej Luczak        | Sumisión (golpes)              | OC: Masters Fight Night 2              | 26 de marzo de 2005      | 2     |        | Alemania                      |                                                                                                  |
| Victoria      | 4–0       | Dylan van Kooten     | Sumisión (estrangulamiento)    | BFS: Mix Fight Gala 4                  | 6 de marzo de 2005       | 1     |        | Düsseldorf                    |                                                                                                  |
| Victoria      | 3–0       | Kenneth Rosfort-Nees | TKO (corte)                    | EVT 4: Gladiators                      | 26 de septiembre de 2004 | 1     | 5:00   | Estocolmo                     |                                                                                                  |
| Victoria      | 2–0       | Mohamed Omar         | Decisión (unánime)             | Kombat Komplett                        | 7 de agosto de 2004      | 3     | 5:00   | Tréveris                      |                                                                                                  |
| Victoria      | 1–0       | Kordian Szukala      | Sumisión (golpes)              | Outsider Cup 2                         | 28 de febrero de 2004    | 1     | 0:17   | Lübbecke                      |                                                                                                  |